# 476

## Události
- pád Západořímské říše – Germánský vojevůdce Odoaker sesadil z trůnu posledního římského císaře Romula Augusta a tím dovršil rozpad západořímské říše. Tato událost je zpravidla považována za konec starověku a začátek středověku.

## Hlavy států

### Afrika
- Království Vandalů a Alanů – Geiserich, král Vandalů a Alanů (428 – 25. ledna 477)

### Amerika
- Palenque – Kasper (435–487)

### Asie
- Čína (Období jižních a severních dynastií)
  - Dynastie Severní Wej (Toba) – Xiaowen, císař Severní Wej (471–499)
  - Dynastie Sung (Liou-sung) – Houfej, císař Liou-sungu (473–477)
- Indie
  - Severní Indie (Guptovská říše)
    - Kumáragupta II., guptovský vládce (467–475/477)
    - Budhagupta, guptovský vládce (475/477–490)

  - Jižní Indie (Pallavská říše)
    - Skandavarman IV., pallavský vládce (460–480)
- Japonsko (Období Kofun) – Júrjaku, japonský císař (456–479)
- Korea (Tři státy) –
  - Kogurjo – Džangsu, král Kogurja (413–490)
  - Pekče – Munžu, král Pekče (475–477)
  - Silla – Džabi, král Silly (458–479)
- Sásánovská říše – Péróz I., perský velkokrál (459–484)

### Evropa
- Burgundské království
  - Gundoband (473–516)
  - Chilperik I. (443–480)
  - Gundomar, (473–486)
  - Godegisel, (473–500)
- Franská říše – Childerich I., král Sálských Franků a zakladatel Franské říše (457–481)
- Irsko – Ailill Molt, pololegendární irský velekrál (459–478)
- Království Kent – Hengest a Horsa, legendární hrdinové (cca 455–488)
- Papež – Simplicius (468–483)
- Římská říše
  - Byzanc
    - Basiliskos, vzdorocísař na Východě (475–476)
    - Zenon, římský císař na Východě (476 – 9. dubna 491)

  - Dalmácie
    - Julius Nepos, římský císař v Dalmácii (474–480)

  - Itálie
    - Romulus Augustus, římský císař v Itálii (31. října 475 – 476)
    - Odoaker, italský král, římský patricij a císařský místodržitel (476–493)
- Vizigótská říše – Eurich, vizigótský král (466–484)